# J. Lo
J. Lo è il secondo album di Jennifer Lopez, pubblicato nel 2001.
Contemporaneamente all'uscita del secondo singolo, Play, uscì anche un promo per l'America Latina, Si Ya Se Acabò. Il video successivo richiamò i temi del precedente album. Il singolo Ain't It Funny uscì anche in versione spagnola Que Ironia.
I'm Real è il singolo conclusivo dell'album, che fu ripubblicato 4 volte con varie bonus tracks.
Sempre in contemporanea uscì il promo spagnolo Carino - spanish version e a settembre 2001, insieme all'uscita del nuovo singolo, la Lopez si esibì a Porto Rico nel suo primo concerto.
L'album è il più venduto della cantante con oltre 12 milioni di copie.

## Tracce
1. Love Don't Cost a Thing – 3:42 (Damon Sharpe, Greg Lawson, Georgette Franklin, Jeremy Monroe, Amille Harris)
2. I'm Real – 4:57 (LeShan Lewis, Cory Rooney, Jennifer Lopez, Troy Oliver)
3. Play – 3:32 (Cory Rooney, Bagge & Peer, Arnthor Birgisson, Christina Milian)
4. Walking on Sunshine – 3:46 (Jack Knight, Jennifer Lopez, Mario Winans, Michael "Lo" Jones, Sean "Puffy" Combs)
5. Ain't It Funny – 4:06 (Cory Rooney, Jennifer Lopez)
6. Cariño – 4:15 (Cory Rooney, Frank Rodriquez, Guillermo Jr. Edghill, Jennifer Lopez, Jose Sanchez, Manny Benito, Neal Creque)
7. Come Over – 4:53 (Kip Collins, Mario Winans, Michelle Bell, Sean "Puffy" Combs)
8. We Gotta Talk – 4:07 (Cory Rooney, Jennifer Lopez, Joe Kelly, Steve Estiverne, Tina Morrison, Troy Oliver)
9. That's Not Me – 4:33 (Kandice Love, Mario Winans, Sean "Puffy" Combs)
10. Dance with Me – 3:54 (Jack Knight, Mario Winans, Michael "Lo" Jones, Sean "Puffy" Combs)
11. Secretly – 4:25 (Cory Rooney, Jennifer Lopez, Troy Oliver, Khalilah Shakir)
12. I'm Gonna Be Alright – 3:44 (Jennifer Lopez, Lorraine Cheryl Cook, Nathaniel Clifton Chase, Sylvia Robinson, Troy Oliver)
13. That's the Way – 3:53 (Fred Jerkins III, LaShawn Daniels, Nora Payne, Rodney Jerkins)
14. Dame (feat. Chayanne) – 4:25 (Fred Jerkins III, LaShawn Daniels, Manny Benito, Rodney Jerkins)
15. Si Ya Se Acabó – 3:37 (Jimmy Greco, Manny Benito, Ray Contreras)

Edizione spagnola/tedesca
1. Amor Se Paga Con Amor – 3:44 (Amille Harris, Damon Sharpe, Georgette Franklin, Greg Lawson, Jeremy Monroe, Manny Benito)
2. Cariño (Spanish) – 4:17 (Benito Manny, Cory Rooney, Frank Rodriquez, Guillermo Jr. Edghill, Jennifer Lopez, Jose Sanchez, Manny Benito, Neal Creque)
3. Que Ironia (Ain't It Funny) – 4:07 (Cory Rooney, Jennifer Lopez, Manny Benito, Tommy Mottola)

Edizione giapponese
1. I'm Waiting – 3:11 (Sean "P. Diddy" Combs, Mario "Yellow Man" Winans, Jack Knight, Michael "Lo" Jones, Mechalie Jamison)

Edizione speciale
1. I'm Real (Murder Remix feat. Ja Rule) – 4:22 (LeShan Lewis, Cory Rooney, Jennifer Lopez, Troy Oliver, Irv Gotti, Jeffrey Atkins, Rick James)

Edizione inglese/ australiana
1. Pleasure Is Mine – 4:19 (Shelly Peiken Guy Roche)
2. I'm Waiting – 3:11 (Sean "P. Diddy" Combs, Mario "Yellow Man" Winans, Jack Knight, Michael "Lo" Jones, Mechalie Jamison)
3. I'm Real (Murder Remix feat. Ja Rule) – 4:22 (LeShan Lewis, Cory Rooney, Jennifer Lopez, Troy Oliver, Irv Gotti, Jeffrey Atkins, Rick James)

## Classifiche
| Classifiche (2001) | Posizione massima |
| ------------------ | ----------------- |
| Australia          | 2                 |
| Austria            | 3                 |
| Belgio (Fiandre)   | 3                 |
| Belgio (Vallonia)  | 4                 |
| Canada             | 1                 |
| Danimarca          | 15                |
| Paesi Bassi        | 4                 |
| Finlandia          | 6                 |
| Francia            | 6                 |
| Germania           | 1                 |
| Grecia             | 1                 |
| Ungheria           | 15                |
| Irlanda            | 18                |
| Italia             | 8                 |
| Giappone           | 14                |
| Nuova Zelanda      | 3                 |
| Norvegia           | 15                |
| Polonia            | 1                 |
| Spagna             | 1                 |
| Svezia             | 7                 |
| Svizzera           | 1                 |
| Regno Unito        | 2                 |
| Stati Uniti        | 1                 |